# Hernán Encina
Hernán Nicolás Encina (Rosario, 3 novembre 1982) è un ex calciatore argentino, di ruolo centrocampista.

## Caratteristiche tecniche
È un esterno destro, ma può essere adattato sulla fascia opposta.

## Palmarès

### Club

#### Competizioni nazionali
- Primera B Nacional: 1

Rosario Central: 2012-2013